# Denkzeit – Zeit zum Mitdenken, Nachdenken und Vordenken
Denkzeit – Zeit zum Mitdenken, Nachdenken und Vordenken ist eine deutsche Fernsehsendung, die sich unterschiedlichen Themen aus dem Bereich Politik, Gesellschaft, Kunst und Kultur widmet. Dazu werden unter anderem Vorträge, Symposien, Podiumsdiskussionen oder Lesungen gezeigt.

## Produktion und Veröffentlichung
Die Serie wird seit dem Jahr 2000 in Deutschland produziert und wurde bisher auf ARD-alpha und Tagesschau24 ausgestrahlt. Erstmals wurde sie am 7. Januar 2000 auf BR-alpha (später ARD-alpha) ausgestrahlt. Zudem können einige Folgen im Internet, zum Beispiel in der ARD Mediathek aufgerufen werden.